# Комала
Комала (исп. Comala) — небольшой город в Мексике, в штате Колима, входит в состав одноимённого муниципалитета и является его административным центром. Численность населения, по данным переписи 2020 года, составила 9649 человек.

## Общие сведения
Название города с языка науатль можно перевести как: место изготовления комалей.
Поселение было основано в доиспанский период.
После завоевания испанцами территории Колимы, в 1527 году поселение стало энкомьендой Сан-Мигель-де-Комала под управлением Бартоломе Лопеса.
В 1818 году произошло землетрясение, повредившее здание церкви.
В 2002 году Комала получила туристический статус «магического городка».
Он расположен в 5 км к северу от города Вилья-де-Альварес на региональной трассе 175.

## Население
| Год  | Численность | Численность |
| ---- | ----------- | ----------- |
| 2000 | 8273        | [ 7 ]       |
| 2005 | 8927        | [ 8 ]       |
| 2010 | 9442        | [ 9 ]       |
| 2020 | 9649        | [ 10 ]      |